# Stradivarius Sarasate
El conocido como Stradivarius Sarasate es un violín fabricado por el maestro de Cremona, Antonio Stradivari, en 1724.
Fue propiedad del gran violinista español Pablo Sarasate y se discute la forma en la que llegó a sus manos, quizá lo compró a la sociedad de Gand & Bernardel. 
Según algún experto  fue fabricado para el conde Cozioo Salabue. Posteriormente pasó a la familia Paganini, primero a Nicolás (1817) y luego a su hijo Aquiles (1840). Este lo vendió a Jean Baptiste Vuillaume, de quien lo obtendría Sarasate en 1864. Fue restaurado por el luthier francés J. Derazey en 1867, en Mirecourt, Francia.
Sin embargo, la historia más comúnmente aceptada es que fue adquirido por la Corte del Reino de las Dos Sicilias, en Nápoles. Carlos III, después de abandonar el trono napolitano, lo trasladó a Madrid, y pasó a formar parte de la colección real. En 1854, la reina Isabel II lo regalaría a Pablo Sarasate, cuando apenas contaba 10 años, junto a una beca para formarse en París. 

## Características
Tiene caja de arce y mástil de conífera, con fondo de dos piezas y barniz amarillo anaranjado. Mantiene las siguientes inscripciones: "Antonius Stradivarius Cremonensis / Faciebat Anno 1724" (etiqueta impresa, el 24 mss.); "J. Derazey Luthier / à Mirecourt 1867" (etiqueta impresa, el 67 mss.); en el puente: "R. Coll. Madrid"; marcas a tinta en la tapa del fondo en tres lugares: "40" (numeración del inventario antiguo de Gorgé).

### Dimensiones
- Longitud total 59,8 cm.
- Longitud de caja 35,8 cm.
- Ancho de caja 16,7 - 11,2 - 20,7 cm.
- Grosor de aros (superior e inferior) 2,9 y 3,2 cm.

El instrumento fue donado por Sarasate al Real Conservatorio Superior de Música de Madrid en 1909 y se encuentra expuesto en su Museo.